# Тенис академия „Баку“
Бакинската тенисна академия се намира в Баку – столицата на Азербайджан.
В нея млади спортисти изучават тънкостите на тениса с помощта на професионални експерти. Канят се треньори от чужбина.
Представлява комплекс с покрити и открити кортове. Централният корт има капацитет от 3000 души, а останалите 12 корта побират 200 души.
На него се провежда тенис турнирът „Баку Къп“. Освен по тенис може да се провеждат първенства и турнири по волейбол, минифутбол, баскетбол, хандбал, плажен волейбол, борба, бокс и други спортове.